# Batilo de Alejandría

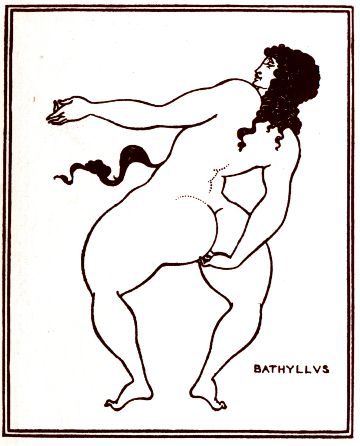
Representación de Batilo de Alejandría, acentuando su estilo cómico.

Batilo de Alejandría fue un mímico famoso nacido en Alejandría, que vivía en el siglo I a. C., que, junto con Pílades, introdujo su arte en Roma, sobresaliendo en el género cómico, mientras que Pílades cultivó el género dramático.
Ambos en colaboración escribieron un tratado de la pantomima, dividido en cuatro partes: La Cordacia (comedia), Emelia (tragedia), Sicina (sátira) e Itálica (composiciones mixtas). Esclavo de Mecenas y después su liberto, llegó a ser su amigo íntimo; fue el iniciador de un nuevo género pantomímico en el que dominaban los más tiernos sentimientos, pero sin llegar a lo trágico, que el pueblo romano acogió con entusiasmo y proclamó a Batilo su autor favorito. Si bien menos numerosos, Pílades tenía también sus partidarios llegando la enemistad entre unos y otros a tomar tales proporciones que llegaron a las manos varias veces en el mismo teatro. Esto, unido a la insolencia de que en ocasiones hizo Pílades ante el público, indujeron a Augusto a desterrarle de Roma, con gran contentamiento de los amigos de Batilo.